# Пригоди Незнайка і його товаришів
«Пригоди Незнайка і його товаришів», іноді трапляється варіант «Пригоди Незнайка і його друзів» (рос. Приключения Незнайки и его друзей, первісно — «Приключения Незнайки и его товарищей») — казка М. М. Носова, перша частина трилогії про Незнайка.

## Історія
Уперше персонаж з іменем «Незнайко» (рос. Незнайка) з'являється у книжці Царство малюток російської письменниці Анни Хвольсон, перше видання якої вийшло друком у 1889 (перевидання — у 1898, 1902 і 1915). Твір Хвольсон являв собою переказ коміксів канадського художника Палмера Кокса про домовиків-брауні; письменниця дала свої імена іноземним персонажам. Незнайко там є третьорядною особою, головного героя звуть «Мурзилком» (рос. Мурзилка, в англійському оригіналі Cholly Boutonnière); присутній також герой, на ім'я Знайко (рос. Знайка). У 1991 році репринт книжки випустило московське видавництво «Поликом».
Очевидно, з книжкою Хвольсон був знайомий і Микола Носов. У 1952 році він зустрівся з Богданом Чалим, редактором журналу «Барвінок» і розповів йому про плани нового твору, де головним героєм був би цей третьорядний персонаж. Чалий запропонував публікацію у своєму журналі, і в лютневому номері за 1953 рік з'явилися перші розділи казки. Протягом 1953—1954 рр. твір друкувався у «Барвінку» зразу двома мовами — російською та українською, під назвою «Приключения Незнайки и его товарищей/Пригоди Незнайка і його товаришів» і з підзаголовком «казка-повість».
Українську версію тексту зробив Федір Маківчук.
Богдан Чалий розповідав: «В одному з наступних номерів журналу продовження казки не надрукували. З тієї причини, що Микола Носов просто не встигав його написати… Діти нас закидали листами, питаючи, а що ж трапилося з улюбленим персонажем. Я ж почав відбивати телеграми Носову, підганяв його. Він дратувався, ми навіть лаялися…». Перші частини книжки були написані в Ірпені, решта — у Москві.
Надалі повість видали окремим виданням — у видавництві «Детгиз» у 1954 (вже під назвою «Приключения Незнайки и его друзей» і з підзаголовком «Роман-сказка»). Україномовне окреме видання («Пригоди Незнайка і його товаришів») вийшло 1955 року у видавництві «Молодь». Цікаво, що в першому україномовному виданні в розділі 23 («Втеча») присутній епізод, який був у журнальних версіях, але не увійшов у жодне наступне видання, як українською, так і російською мовами. Найбільш відома версія тексту, що вийшла у 1976 році у видавництві «Веселка».
Книга дала початок трилогій, наступними стали Незнайко в Сонячному місті та Незнайко на Місяці

## Сюжет
У казковій країні, у Квітковому місті, мешкали крихітні чоловічки — «коротульки». Кожен з них «був на зріст як невеличкий огірок». У місті росло багато квітів, і навіть вулиці мали квіткові назви: вулиця Дзвіночків, алея Ромашок, бульвар Волошок. Через місто протікав струмок, який коротульки звали Огірковою річкою.
В одному з будинків, що стояв на вулиці Дзвіночків, жили шістнадцять коротульок: Знайко, механіки Гвинтик і Шпунтик, лікар Пілюлька, музикант Гусля, художник Тюбик, мисливець Кулька, а також Бурчун, Мовчун, Пончик, Поспішайко, Забудько, Сахарин Сахаринович Сиропчик, брати Якосьбудько і Либонько, і нарешті головний герой — Незнайко. Так його назвали за те, «що він нічого не знав». Він носив яскраво-голубий капелюшок, жовті, канаркові штани й оранжеву сорочку з зеленою краваткою.
Незнайко мав дуже неспокійну, непосидючу вдачу, через що часто вскакував у різні халепи. Він пробував управляти автомобілем (що працював на газованій воді), складати вірші, малювати портрети, грати на трубі. Але результат завжди невеселий: автомобіль втоплений у річці, замість справжньої поезії у нього виходять глузливі віршики-епіграми на товаришів, а замість портретів — карикатури, дикі звуки Незнайкової труби спричиняють обурення мешканців міста.
Знайко, який був неформальним лідером п'ятнадцяти коротульок з вулиці Дзвіночків, задумав подорож на повітряній кулі. Під його керівництвом товариші зробили кулю з гуми, сплели сітку і кошик. Наповнивши кулю гарячим повітрям зі спеціально побудованої пічки, Знайко зі друзями вирушив у повітряну подорож. Інші мешканці Квіткового міста проводжають їх, а поет Квітик читає з цієї нагоди оду-експромт.
Коротульки летять на повітряній кулі, але невдовзі повітря в оболонці остигає і вони починають падати. Знайко дає розпорядження плигати на парашутах (зроблених з «летючок» кульбаби) і першим робить стрибок. Однак, інші коротульки, сторопівши, не наважуються залишити кошик. Куля падає на землю, коротульки лежать непритомні.
Неподалік від місця падіння розташоване Зелене місто, населене «малючками» — коротульками жіночої статі. Вони підбирають і лікують коротульок-малюків. Незнайко знайомиться із Синьоочкою, її подругою Сніжинкою і з іншими малючками. Намагаючись справити на них враження, у своїй розповіді він приписує собі і винахід повітряної кулі, й ідею подорожі. Одужавши, коротульки Квіткового міста допомагають місцевим жителькам у збиранні врожаю, художник Тюбик пише їм портрети, Гвинтик і Шпунтик лагодять автомобіль. Для ремонту їм потрібні інструменти, вони ідуть по них у сусіднє місто Зміївка, де живуть лише коротульки-малюки. З'ясовується, що мешканці Зеленого міста і Зміївки у поганих стосунках: якось малюки запросили малючок до себе на новорічну ялинку, наобіцявши музику й танці, а замість цього закидали їх сніжками. Неприємностей завдає і коротулька Цвяшок, який посварився і малюками Зміївки, і з жительками Зеленого міста.
Раптом у Зміївці з'являється Знайко, який весь цей час шукав своїх товаришів. Коротулька Бублик везе його на машині до Зеленого міста, де він зустрічає друзів. Обман Незнайка розкривається, всі розуміють, що він звичайнісінький хвалько, а Синьоочка називає його «жалюгідним обманщиком і нікчемним боягузом». Незнайко тікає від усіх, і ллє сльози на самоті. Нарешті все закінчується щасливо: Синьоочка втішає Незнайка, хуліган Цвяшок перевиховується, мешканці Зміївки миряться з малючками Зеленого міста, де влаштовують урочистий бал. Незнайко танцює з Синьоочкою, вона пропонує йому листуватися. Після балу Знайко з товаришами вирішують повертатися додому — пішки, оскільки полагодити повітряну кулю виявляється занадто складною задачею. Попрощавшись з мешканцями Зеленого міста і Зміївки, вони багато днів пробираються полями й лісами та, нарешті, приходять у рідні краї, у Квіткове місто. Незнайко зустрічає свого друга Гунька, а мисливець Кулька — свого собаку Бульку, який пропав після аварії повітряної кулі. Поет Квітик знову читає оду-експромт — на цей раз з нагоди повернення мандрівників.
Коротульки, ознайомившись з досвідом населення Зеленого міста, роблять у себе вдосконалення: проводять у місті водопровід, починають вирощування кавунів. Характер Незнайка після подорожі змінюється — він починає дружити з малючками, а також наполегливо займається самоосвітою.

## Образи персонажів
- Деякі припускають, що прообразом для Квіткового міста послугувало місто (тоді ще селище) Ірпінь — там пройшло дитинство Носова, він міг марити ним під час роботи над казкою. Як описує свої дитячі фантазії та принади Ірпеня письменник в автобіографічній повісті «Таємниця на дні колодязя»:

|  | Якщо встати вночі, коли всі сплять, то на клумбах можна побачити гномиків, тобто маленьких чоловічків зростом із палець. Вони приходять сюди з лісу і нюхають резеду. Відомо, що гномики нічого не їдять і харчуються запахами квітів. На головах у них червоні гострокінцеві шапочки, а в руках — крихітні ліхтарики, якими вони освітляють собі дорогу. Вночі треба спати, тому живих гномиків я поки не вбачав, але бачив їх на картинці, що показувала мені мама. Позаду клумб — зелена поляна, що майоріє біленькими роменами, ліловими дзвіночками, синіми волошками і сивими, пухнатоголовими кульбабами. За поляною — ліс (десятки два молодих берізок і вільх). Тут живуть мої подружки — безтурботно-спокійні, замріяні фіалки і задумно-сумні конвалії (мені завжди конвалії чомусь здаються сумними, може бути, через те, що обирають місця самітніші, темніші). За лісом — лужок, порослий густим мохом і блідо-зеленими лускатими болотними хвощами (місце тут сирувате). Далі — сірий, потемнілий від часу паркан з посадженими уздовж нього запашними і липкими бальзаміновими тополями. За парканом — вулиця. Називають її чомусь «Перша лінія». Оригінальний текст (рос.) [Если встать ночью, когда все спят, то на клумбах можно увидеть гномиков, то есть маленьких человечков ростом с палец. Они приходят сюда из леса и нюхают резеду. Известно, что гномики ничего не едят и питаются запахом цветов. На головах у них красные остроконечные шапочки, а в руках — крошечные фонарики, которыми они освещают себе путь. Ночью мне надо спать, поэтому живых гномиков я пока не видал, но видал их на картинке, которую показывала мне мама. Позади клумб — зеленая поляна, пестреющая беленькими ромашками, лиловыми колокольчиками, синими васильками и седыми, пушистоголовыми одуванчиками. За поляной — лес (десятка два молодых березок и ольх). Здесь живут мои милые подружки — безмятежно-спокойные, мечтательные фиалки и задумчиво-грустные ландыши (мне всегда ландыши почему-то кажутся грустными, может быть, потому, что выбирают места поуединеннее, потемнее). За лесом — лужайка, поросшая густым мхом и бледно-зелеными чешуйчатыми болотными хвощами (место здесь сыроватое). Дальше — серый, потемневший от времени деревянный забор с посаженными вдоль него запашистыми и липучими бальзаминовыми тополями. За забором — улица. Называется почему-то «Первая линия».] Помилка: {{Lang}}: текст вже має курсивний шрифт (допомога) |

- Можливо, що Незнайка Носов змалював зі свого сина Петра: той мав кучеряве волосся і дуже непосидючу вдачу. У Незнайку присутні риси й самого Носова — любов до капелюхів та вміння «навигадувати».
- В Ірпені існує Квіткова вулиця.
- Прототипами коротульок могли стати одинадцять дітей Артема Мазуренка — брата першої дружини Носова[4][3].

## Ілюстрації
Ілюстрації до журнальної версії виконали художники Кіра і Віктор Григор'єви. Ті ж малюнки присутні в українському виданні 1955 року — на 8 окремих кольорових вклейках (у самому тексті також є чорно-білі ілюстрації).

## Екранізації
- «Гвинтик і Шпунтик — веселі майстри» (рос. Винтик и Шпунтик — весёлые мастера) — анімаційний мультфільм 1960 р., випущений студією «Союзмультфільм»
- «Незнайко вчиться» (рос. Незнайка учится) — анімаційний мультфільм 1961 р., випущений студією «Союзмультфільм»
- «Пригоди Незнайка і його друзів» (рос. Приключения Незнайки и его друзей») — ляльковий мінісеріал з 10 серій 1972 р. (творче об'єднання «Екран»).